# Gavião-cinza
Tartaranhão-andino ou gavião-cinza (Circus cinereus), também chamado caracoleiro, gavião-bico-de-gancho, gavião-cinzento-do-banhado e tartaranhão-cinza, é uma ave acipitriforme da família dos acipitrídeos (Accipitridae). Nativa da América do Sul, ocorre na Argentina, Bolívia, Brasil, Chile, Colômbia, Equador, Malvinas, Peru, Paraguai e Uruguai.

## Etimologia
Circus, do grego kirkus, se refere a uma ave mitológica e nomeia o gênero de aves cujo voo durante o acasalamento se caracteriza por movimentos circulares; cinereus (latim) significa cinza.[2]

## Taxonomia
O gavião-cinza foi descrito pela primeira vez em 1816 por Louis Vieillot na obra “Nouveau dictionnaire d'histoire naturelle 4”. O gênero possui 15 espécies, duas de ocorrência no Brasil: C. cinereus e C. buffoni. O grupo irmão mais próximo de C. cireneus é Circus cyaneus hudsonius.[3]

## Morfologia
Possui um tamanho médio de 45 cm, envergadura entre 90 e 115 cm e colar de penas ao redor do pescoço, que, quando eriçado, faz a cabeça parecer maior.[2] Íris de coloração amarelo claro ao quase branco, garupa branca e ventre estriado. As pernas são amarelas e as asas são longas com pontas pretas. As fêmeas são maiores e possuem coloração marrom, enquanto os machos adultos têm plumagem acinzentada. Os jovens são semelhantes às fêmeas, mas os olhos são escuros.[6][7] A posição levantada das asas durante o voo forma um “V” e permite a identificação da espécie, assim como a cor da íris.[7][8]

## Distribuição geográfica e habitat
Associada a vegetação arbustiva e herbácea, a espécie ocupa áreas de pântanos, chacos, estepes, alagadiços e campos. Ocorre na Argentina, Chile, Colômbia, Bolívia, Equador, Peru, Paraguai e Uruguai. Distribui-se ao longo da Cordilheiras dos Andes, em menor abundância na Colômbia e Equador, e pode ser avistada desde o nível do mar até 4 500 m de altitude. No Brasil se limita à região Sul, aos estados do Rio Grande do Sul, Santa Catarina e Paraná, sendo parte migratória regionalmente e parte residente.[3]

## Alimentação
A dieta carnívora consiste em insetos, pequenos pássaros e mamíferos, além de répteis. A caça é solitária, exceto durante o período reprodutivo, em que machos e fêmeas planam lentamente em campos abertos buscando juntos presas.[7][9]

## Reprodução
Durante o período reprodutivo desempenham voos circulares característicos. Macho e fêmea constroem ninhos com grama, galhos e caules secos de junco, ao nível do solo. Assim, em canaviais, moitas de grama e arbustos é possível encontrar ninhos com 3 a 4 ovos cor branca azulada ou filhotes de penugem branca. Apesar de os machos serem descritos como polígamos, observa-se nidificação colonial e defesa coletiva dos ninhos.[7][9]